# アダム・ピアース
アダム・ピアース（Adam Pearce、1978年6月24日 - ）は、アメリカ合衆国のプロレスラー。カリフォルニア州サンディエゴ出身。

## 来歴
少年時代にはアメリカンフットボールや野球などのスポーツに明け暮れていたが、コンパートメント症候群を患っていたこともあり、手術を受けたことにより激しい運動をすることができなくなってしまった。1995年、リハビリをしていた期間にプロレスのトレーナーであるソニー・ロジャースとランディ・リッチに出会ったことからプロレスラーになることを決意。
1996年5月16日、地元の高校で開催された大会にてプロレスラーデビューを果たす。以降、ウィスコンシンやミルウォーキーを拠点とするインディー団体を転戦。1997年にはアダム・オブライエン（Adam O'Brien）のリングネームでWWFに参戦し、主にジョバーとして活動した。プロレスの技術を向上させるためにエース・スティールとダニー・ドミニオンが主宰するスティール・ドメイン・トレーニングセンターの一期生として入門。2000年にはWCWへ入団する機会が訪れるも内容が二転三転していくうちにプロレスへの情熱を失い始めたと感じプロレスを休業することになった。
2001年、プロレスに復帰し、PWG（Pro Wrestling Guerrilla）やUPW（Ultimate Pro Wrestling）といったカリフォルニアを拠点するインディー団体を中心に活動。
2004年、メキシコのXLUM（Xtreme Latin Universal Wrestling）に参戦。2005年には新日本プロレスがロサンゼルスにて主宰している新日本ロス道場へトレーニングに出向いていたことから来日する機会が訪れ来日。公開トライアウトという名目で5月14日、NEXESSのダークマッチに出場してジョージ・カストロと対戦した。
同年7月、ROHに参戦したことをきっかけにジム・コルネットより勧誘を受けて定期参戦することになる。2006年にはコルネットよりコミッショナー代理として任命され、CZWとの対抗戦にROH代表の一人として出場するなど活躍した。
ROHと並行してNWAに加盟している団体へ参戦し、2007年6月よりTNAからNWAへと返還されたNWA世界ヘビー級王座争奪トーナメントであるReclaiming the Gloryに出場。準決勝でブライアン・ダニエルソンに敗戦するもダニエルソンが負傷欠場することになったために代役として決勝に出場し、9月にブレント・オルブライトと対戦して勝利。NWA世界ヘビー級王者となった。オルブライトとはこの決勝戦での対決をきっかけに因縁が生まれ、NWA加盟団体やROHで抗争が展開された。
以降、ROHでは2010年よりブッカーとして活動し、NWAでは2012年までにNWA世界ヘビー級王座を5度獲得するなど活躍。
2013年3月28日、TNAのガットチェックマッチに出場し、マグノと対戦して勝利するが、契約するまでに至らなかった。
2014年12月21日、CWH（Championship Wrestling Hollywood）にてコルト・カバナとの対戦を最後にレスラーとして引退を発表。それまで特別トレーナーとしてNXTで不定期勤務していたが、常勤体制になるとみられる。
2019年辺りからRAWとスマックダウンの現場責任者に就任している。たびたびスキットに登場している。

## 得意技
- スパイク・パイルドライバー
- ラックボム

バックブリーカーの体形からパワーボムへと移行する。
- フィギュアフォー・レッグロック
- ダイビング・スプラッシュ

## 獲得タイトル
NWA
- NWA世界ヘビー級王座 : 5回
- NWA殿堂 : 2015年度

PWG
- PWG世界王座 : 1回

IWAミッドサウス

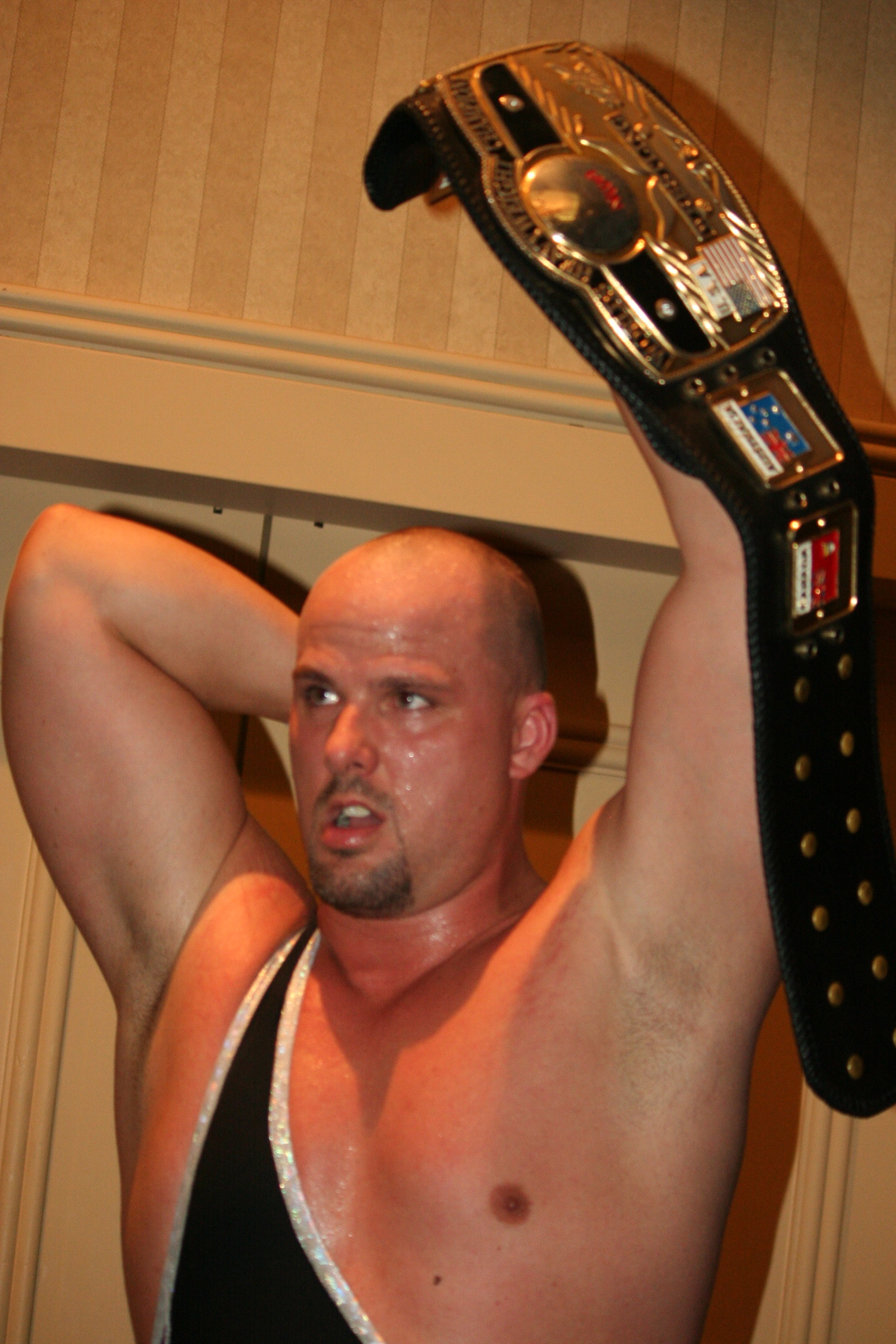
NWA世界ヘビー級王者時代

- IWAミッドサウスライトヘビー級王座 : 1回

他、アメリカのインディー団体を中心に多数のタイトルを獲得。

## 入場曲
- Walk
- Skeletons of Society
- Free Bird
- Black Betty（Remix）
- Prelude to a Bludgeoning